# Die Eroberung von Joppe
Die Eroberung von Joppe ist ein unvollständig erhaltenes Werk der altägyptischen Literatur aus dem Neuen Reich. Der Text beschreibt die kampflose Einnahme der Stadt Joppe (heute Jaffa) durch den ägyptischen General Djehuti während der Regierungszeit von Thutmosis III.

## Überlieferung
Die Erzählung ist lediglich auf der Rückseite des Papyrus Harris 500 zusammen mit der Geschichte des verwunschenen Prinzen erhalten. Der Papyrus stammt vom Beginn der 19. Dynastie aus der Regierungszeit von Sethos I. oder Ramses II. Sie ist in hieratischer Schrift verfasst und nur sehr fragmentarisch erhalten. Der Anfang ist vollständig verloren, der noch erhaltene Text weist zahlreiche Lücken auf.

## Inhalt
Der Beginn der Geschichte fehlt, kann aber aus dem folgenden teilweise rekonstruiert werden: General Djehuti steht mit seinem Heer vor Joppe und hat sich eine List überlegt, um die Stadt kampflos einzunehmen. Djehuti gibt vor, sich ergeben zu wollen und schickt deshalb eine Einladung an den Fürsten von Joppe, ins ägyptische Lager zu kommen. Dieser erscheint mit einem Gefolge von 120 Reitern. Letztere werden vom ägyptischen Heer versorgt; der Fürst indes begibt sich in Djehutis Zelt, um mit ihm zu trinken.
Hier setzt der noch erhaltene Teil der Geschichte ein: Djehuti offenbart dem Fürsten seine vermeintliche Absicht, sich ergeben zu wollen. Zur gleichen Zeit wird gemeldet, dass die große Keule des Königs Thutmosis eingetroffen sei. Der Fürst von Joppe möchte diese Keule unbedingt sehen und bietet Djehuti dafür eine (oder seine, die betreffende Textstelle ist unklar) Frau an. Djehuti lässt die Keule herbeibringen, aber statt sie dem Fürsten nur zu zeigen, schlägt er ihn damit bewusstlos und fesselt ihn.
Nun kommt Djehutis List zum Einsatz: Er lässt 200 Körbe herbeibringen, in denen sich 200 Soldaten verstecken. Weitere 500 Soldaten sollen als Träger fungieren. Dem Wagenlenker des Fürsten wird gesagt, Djehuti wäre jetzt ein Gefangener von Joppe, die Körbe enthielten die erste Tributlieferung. Daraufhin werden die Stadttore geöffnet und die Körbe hineingetragen. Sodann entsteigen die versteckten Soldaten den Körben und die gesamte Stadtbevölkerung wird gefangen genommen. Die Geschichte endet mit einem Brief, in dem Djehuti seinem König von diesem Sieg berichtet.

## Historischer Hintergrund

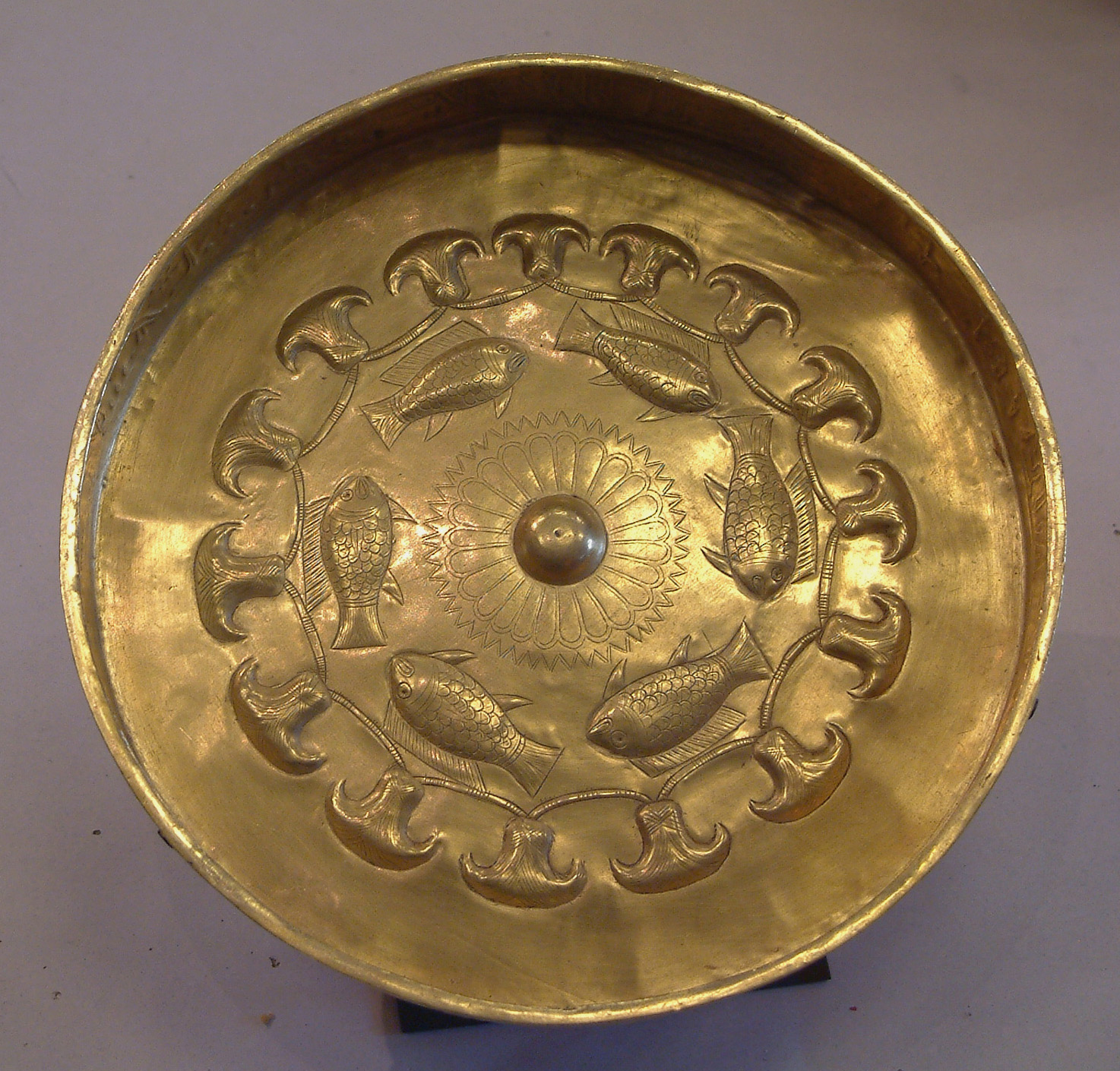
Goldschale des Generals Djehuti

Obwohl die beschriebenen Ereignisse dieser Erzählung fiktiver Natur sind, so spielt sie dennoch vor einem realen historischen Hintergrund. Thutmosis III. führte zwischen seinem 22. und 42. Regierungsjahr insgesamt 16 Feldzüge nach Vorderasien. Die Einnahme von Joppe dürfte in eine der ersten Kampagnen fallen. Bei General Djehuti handelt es sich um eine reale Person. Er ist durch archäologische Funde gut belegt, etwa durch eine Goldschale, welche er von Thutmosis III. für seine Verdienste bekam und die sich heute im Louvre befindet. Sein Grab wurde 1824 in Sakkara gefunden.

## Einfluss auf spätere Werke
Die von Djehuti angewandte List, versteckt ins feindliche Lager zu gelangen, kommt weltweit in zahlreichen literarischen Werken vor, taucht hier aber zum ersten Mal auf. Die bekanntesten Beispiele aus späterer Zeit sind das Trojanische Pferd in Homers Ilias, die von Plutarch überlieferte erste Begegnung zwischen Kleopatra VII. und Julius Caesar, sowie die Geschichte von Ali Baba. Emma Brunner-Traut vermutet, dass hier die ägyptische Literatur zumindest teilweise Einfluss hatte.